# Singoli al numero uno nella Billboard Hot 100 nel 1987
La Billboard Hot 100 è la classifica dei singoli più venduti negli Stati Uniti d'America redatta dal magazine Billboard.

## HOT 100

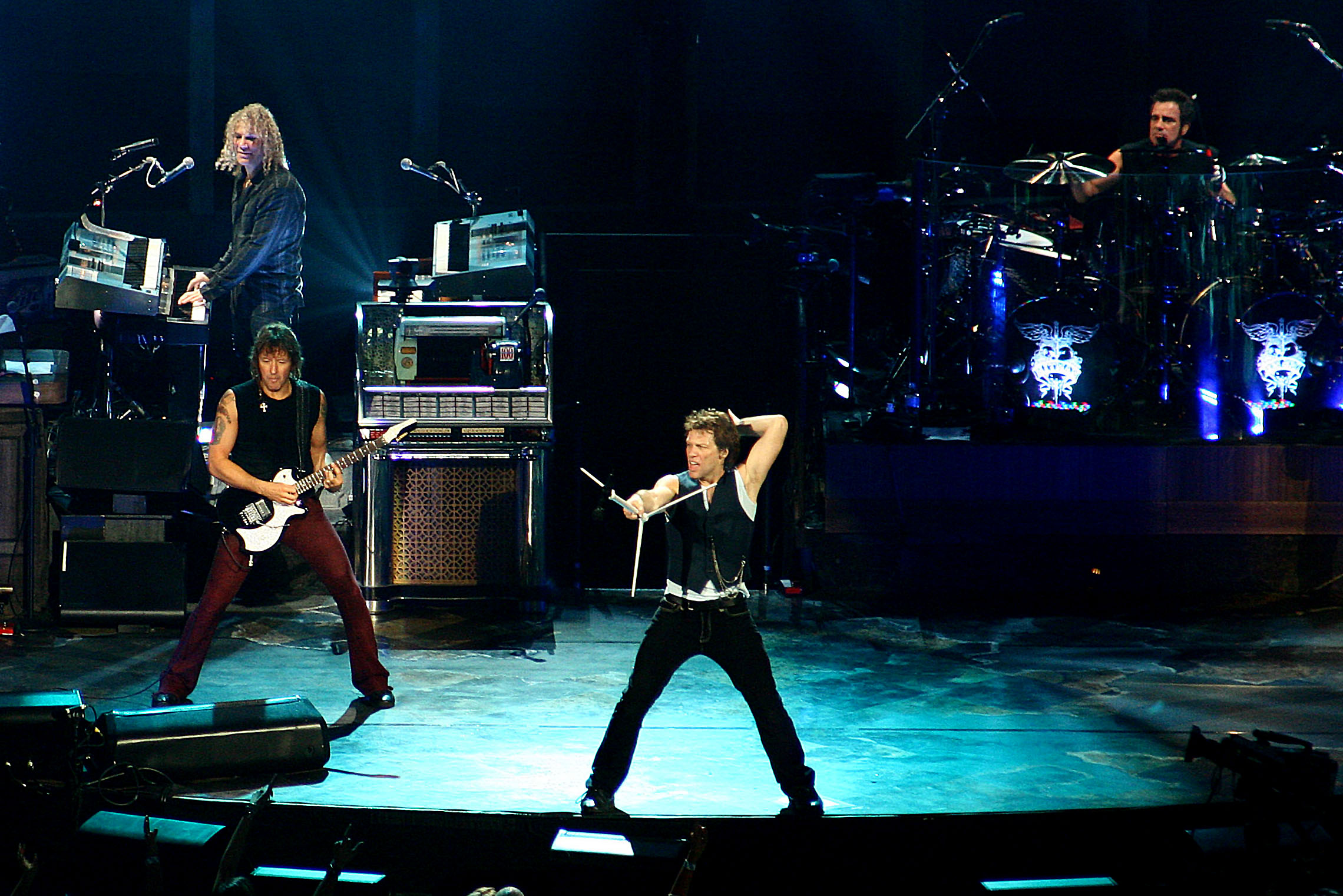
I Bon Jovi trascorsero quattro settimane consecutive al primo posto con Livin' on a Prayer.

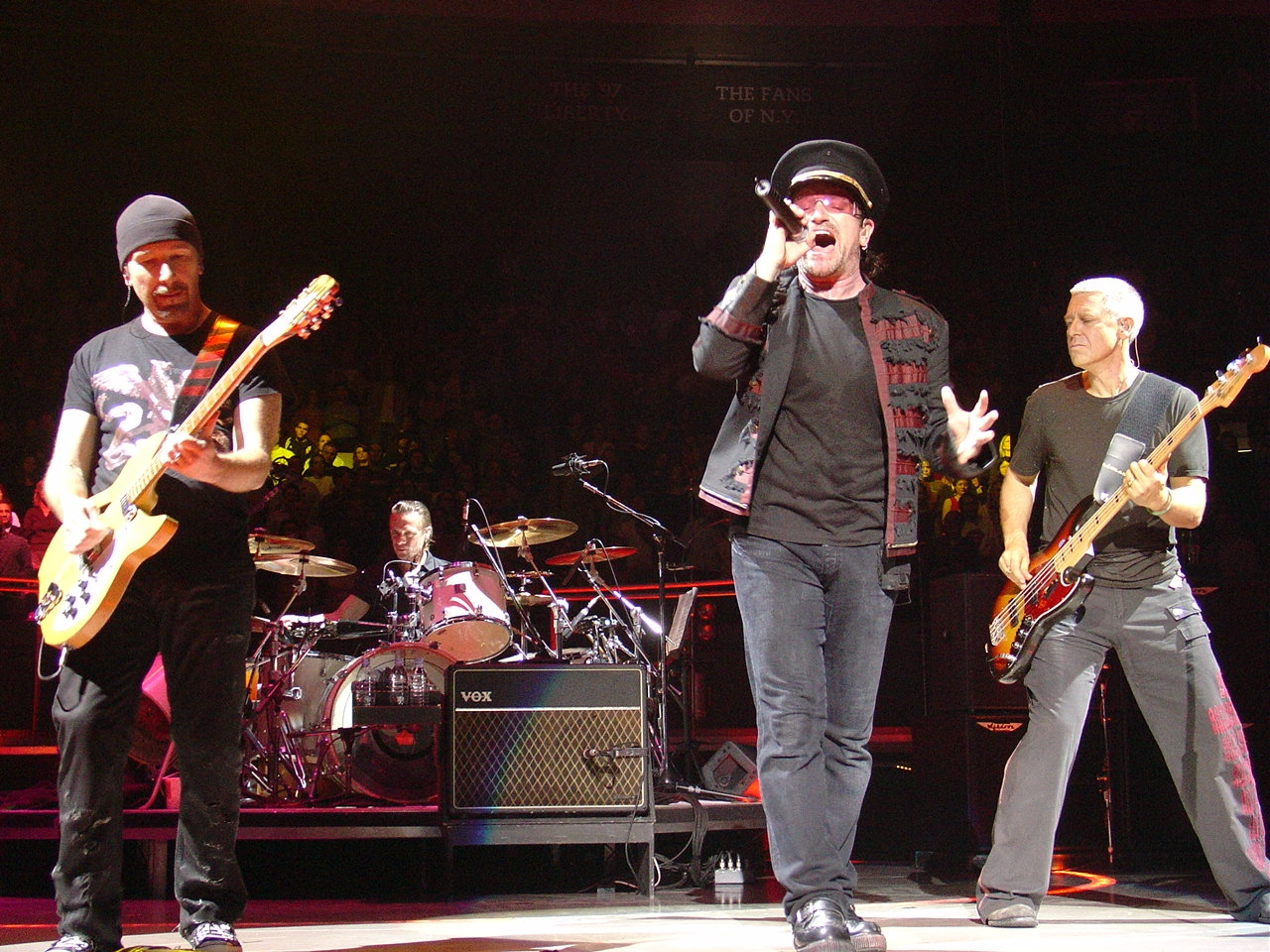
Gli U2 piazzarono due loro singoli diversi al primo posto nel 1987.

| la canzone contrassegnata con lo sfondo giallo si è aggiudicata il titolo di singolo numero 1 nella classifica cumulativa di fine anno del 1987 di Billboard. |

| Data di Pubblicazione | Canzone                                      | Artista                             | Fonte         |
| --------------------- | -------------------------------------------- | ----------------------------------- | ------------- |
| 3 gennaio             | "Walk like an Egyptian"                      | The Bangles                         | [ 1 ]         |
| 10 gennaio            | "Walk like an Egyptian"                      | The Bangles                         | [ 2 ]         |
| 17 gennaio            | "Shake You Down"                             | Gregory Abbott                      | [ 3 ]         |
| 24 gennaio            | "At This Moment"                             | Billy Vera and the Beaters          | [ 4 ]         |
| 31 gennaio            | "At This Moment"                             | Billy Vera and the Beaters          | [ 5 ]         |
| 7 febbraio            | "Open Your Heart"                            | Madonna                             | [ 6 ]         |
| 14 febbraio           | "Livin' on a Prayer"                         | Bon Jovi                            | [ 7 ]         |
| 21 febbraio           | "Livin' on a Prayer"                         | Bon Jovi                            | [ 8 ]         |
| 28 febbraio           | "Livin' on a Prayer"                         | Bon Jovi                            | [ 9 ]         |
| 7 marzo               | "Livin' on a Prayer"                         | Bon Jovi                            | [ 10 ]        |
| 14 marzo              | "Jacob's Ladder"                             | Huey Lewis and the News             | [ 11 ]        |
| 21 marzo              | "Lean on Me"                                 | Club Nouveau                        | [ 12 ]        |
| 28 marzo              | "Lean on Me"                                 | Club Nouveau                        | [ 13 ]        |
| 4 aprile              | "Nothing's Gonna Stop Us Now"                | Starship                            | [ 14 ]        |
| 11 aprile             | "Nothing's Gonna Stop Us Now"                | Starship                            | [ 15 ]        |
| 18 aprile             | "I Knew You Were Waiting (For Me)"           | Aretha Franklin and George Michael  | [ 16 ]        |
| 25 aprile             | "I Knew You Were Waiting (For Me)"           | Aretha Franklin and George Michael  |               |
| 2 maggio              | "(I Just) Died in Your Arms"                 | Cutting Crew                        | [ 17 ]        |
| 9 maggio              | "(I Just) Died in Your Arms"                 | Cutting Crew                        | [ 18 ]        |
| 16 maggio             | "With or Without You"                        | U2                                  | [ 19 ]        |
| 23 maggio             | "With or Without You"                        | U2                                  | [ 20 ]        |
| 30 maggio             | "With or Without You"                        | U2                                  | [ 21 ]        |
| 6 giugno              | "You Keep Me Hangin' On"                     | Kim Wilde                           | [ 22 ]        |
| 13 giugno             | "Always"                                     | Atlantic Starr                      | [ 23 ] [ 24 ] |
| 20 giugno             | "Head to Toe"                                | Lisa Lisa and Cult Jam              | [ 25 ] [ 26 ] |
| 27 giugno             | "I Wanna Dance with Somebody (Who Loves Me)" | Whitney Houston                     | [ 27 ] [ 28 ] |
| 4 luglio              | "I Wanna Dance with Somebody (Who Loves Me)" | Whitney Houston                     | [ 29 ] [ 30 ] |
| 11 luglio             | "Alone"                                      | Heart                               | [ 31 ] [ 32 ] |
| 18 luglio             | "Alone"                                      | Heart                               | [ 33 ]        |
| 25 luglio             | "Alone"                                      | Heart                               | [ 34 ]        |
| 1 agosto              | "Shakedown"                                  | Bob Seger                           | [ 35 ]        |
| 8 agosto              | "I Still Haven't Found What I'm Looking For" | U2                                  | [ 36 ]        |
| 15 agosto             | "I Still Haven't Found What I'm Looking For" | U2                                  | [ 37 ]        |
| 22 agosto             | "Who's That Girl"                            | Madonna                             | [ 38 ]        |
| 29 agosto             | "La Bamba"                                   | Los Lobos                           | [ 39 ]        |
| 5 settembre           | "La Bamba"                                   | Los Lobos                           | [ 40 ]        |
| 12 settembre          | "La Bamba"                                   | Los Lobos                           | [ 41 ]        |
| 19 settembre          | "I Just Can't Stop Loving You"               | Michael Jackson with Siedah Garrett | [ 42 ]        |
| 26 settembre          | "Didn't We Almost Have It All"               | Whitney Houston                     | [ 43 ]        |
| 3 ottobre             | "Didn't We Almost Have It All"               | Whitney Houston                     | [ 44 ]        |
| 10 ottobre            | "Here I Go Again"                            | Whitesnake                          | [ 45 ]        |
| 17 ottobre            | "Lost in Emotion"                            | Lisa Lisa and Cult Jam              | [ 46 ]        |
| 24 ottobre            | "Bad"                                        | Michael Jackson                     | [ 47 ]        |
| 31 ottobre            | "Bad"                                        | Michael Jackson                     | [ 48 ]        |
| 7 novembre            | "I Think We're Alone Now"                    | Tiffany                             | [ 49 ]        |
| 14 novembre           | "I Think We're Alone Now"                    | Tiffany                             | [ 50 ]        |
| 21 novembre           | "Mony Mony"                                  | Billy Idol                          | [ 51 ]        |
| 28 novembre           | "(I've Had) The Time of My Life"             | Bill Medley and Jennifer Warnes     | [ 52 ]        |
| 5 dicembre            | "Heaven Is a Place on Earth"                 | Belinda Carlisle                    | [ 53 ]        |
| 12 dicembre           | "Faith"                                      | George Michael                      | [ 54 ]        |
| 19 dicembre           | "Faith"                                      | George Michael                      | [ 55 ]        |
| 26 dicembre           | "Faith"                                      | George Michael                      | [ 56 ]        |